# ريتشارد تاليافيرو
ريتشارد تاليافيرو (بالإنجليزية: Richard Taliaferro)‏ هو مهندس معماري أمريكي، ولد في 1709، وتوفي في 1779.